# Лідія
Лідія (грец. Λυδία) — стародавня держава на заході Малої Азії зі столицею у місті Сарди. Населення Лідії розмовляло лідійською мовою. У Лідії вперше впроваджено монети. У VI–VII столітті до н. е. Лідія стає заможною державою. Найбільшого розквіту Лідія зазнала в добу правління царя Креза, але тоді ж Лідію завоював перський цар Кір II Великий (546 до н. е.). 

## Історія

### Заснування

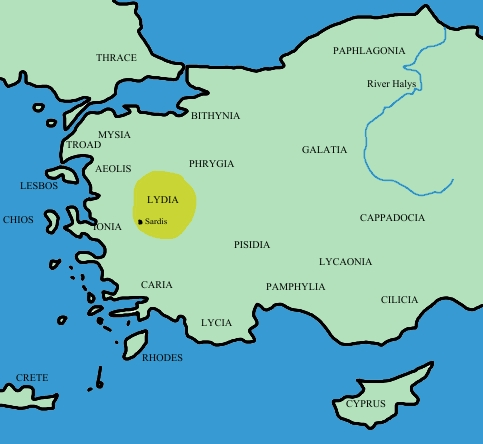
Початкова територія Лідії

Лідійці, мова яких належала до анатолійської гілки індоєвропейських мов, мешкали в центрі західної частини Анатолії. Ймовірно були нащадками однієї з групи племен тирсенів (тірренів), що оселилися у Малій Азії десь у XII ст. до н.е., що свівідноситься із твердженням Геродота, згідно якому першому відомому лідійському цареві Ардісу I (панував в першій половині VIII ст. до н.е.) передувало 19 царів Лідії. Згідно Геродоту першим царем був Агрон з династії Гераклідів. Втім належність правителів Лідії сумнівна, ймовірно це сталося згодом внаслідок культурних впливів давньогрецьких міст-держав Малої Азії. Точні дати та події неможливо визначити через відсутність письмових записів. Єдиним вагомим доказом цього раннього періоду є археологічні розкопки в Сардах.
Десь з X ст. до н.е. Лідія перебувала у залежності від могутнього Фригійського царства, що відбивалося в участі в усіх військових кампаніях фригійських царів. 

### Здобуття незалежності
Близько 685/687 року до н.е. аристократ Гігес, який прийшов до влади унаслідок палацевого заколоту, поваливши Кандавла. Ймовірно був визнаний таким Фригією, а Гігес підтвердив залежність. Це тривало до поразки фригійського царя Мідаса III від кімерійців близько 670 року до н.е. Гігес скористався цим, щоб скинути залежність від Фригії. За цим він оволодів західними областями Малої Азії (частиною Фригії та Карії, Троадою, Місією), що забезпечило країні вихід до морських проток і торговельних шляхів у Причорномор'ї. Він приєднав до своїх володінь також Колофон і Магнесію — ворота в Егейське море. Потіснивши давніх греків, він, втім, зумів зберегти з ними добрі стосунки, задобрював впливових жерців храму в Дельфах і храму Аполлона.
Менш успішно складалися державні справи на сході. Доводилось боронитися від настирливих кімерійців, які безцеремонно освоювали Каппадокію, не поталанило вийти через Кілікію до Східного Середземномор'я. Щоб мати надійного спільника в боротьбі проти кімерійців, Гігес уклав нерівноправний союз з Ассирією. Утім, незабаром він уже переорієнтувався на Єгипет і Вавилон, маючи намір спільно з ними виступити проти Ассирії. Ассирійський володар Ашшурбанапал розгромив у середині VII ст. до н. е. цю коаліцію. Ассирійці підбурили проти Лідії кімерійців — ті буквально наводнили собою країну. В бою з кімерійцями Гігес загинув, на згарище перетворилися Сарди. Вистояв лише акрополь Сард, у якому врятувався спадкоємець трону Ардіс. 
Ардіс II визнав себе васалом Ассирії, аби лише вона відкликала кімерійців. Та допомога прийшла звідти, звідки на неї ніхто не сподівався. Союзні Ассирії передньоазійські скіфи 640 року до н.е. вдерлися до Малої Азії й винищили «юрми здеморалізованих тривалими грабунками» кімерійців. Скориставшись цим, Лідія розпочала війну з давньогрецькими містами Прієною та Мілетом за вихід до Егейського моря. Мілетом заволодіти вона не змогла і змушена була укласти з ним мирний договір. 635 року до н.е. фракійське плем'я трерів, яке перебралося через Босфор і вдерлося до Малої Азії під орудою царя Кобоса та в союзі з рештками кіммерійців та лікійцями, напало на Лідію. Перебіг подій достеменно невідомий, але до 632 року до н.е. Ардіс II здобув перемогу, змусивши кіммерійців остаточно залишити власні володіння, а трерів повернутися до Фракії.

### Боротьба за Малу Азію

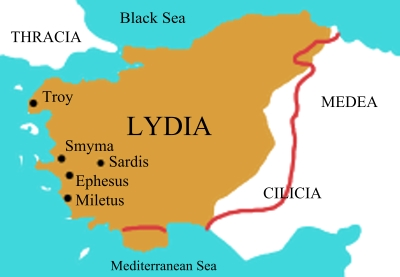
Кольором позначено кордони Лідії за Аліатта II, а червоною лінією — за Креза

Садіатт і Аліатт II намагалися підкорити Мілет. Після загибелі Ассирії Лідія здійснила спробу розширити свої володіння на сході. На цьому ґрунті між нею та Мідією, яка сама претендувала на ассирійську спадщину, спалахнула війна. Примирив обидві могутні держави його величність випадок — сонячне затемнення 28 травня 585 р. до н. е., яке сповнило їх містичним страхом. Кілікійський цар Сіеннесіс I виступив посередником, внаслідок чого було укладено мир між цими державами. Кордоном між Лідією та Мідією було визнано річку Галіс. Щоб зміцнити стосунки між обома країнами, мідійський царевич Астіаг одружився з лідійською принцесою. 

### Піднесення
Найвагоміших успіхів на міжнародній арені Лідія досягла в середині VI ст. до н. е., за царювання свого останнього володаря Креза, ім'я якого стало символом багатства. Крез перетворив багаті анатолійські міста греків на своїх данників. Незважаючи на деекілька спроб не зміг підкорити Лікію. Фактичний кордон його царства проходив далі на схід від Галісу, у невизначеній точці на сході Малої Азії. 
Зберігав мирні відносини з Мідійським царством. Підтвердив союз з Єгиптом. Також встановив торговельні та дипломатичні відносини з Нововавилонською імперією.
У середині VI ст. до н. е. на політичному обрії Передньої Азії з'явилася нова зірка першої величини — Персія. Крез відразу ж заходився шукати союзників проти неї. Втім не наважився допомгти Мідії. 550 року до н.е. вдалося придушити повстання залежного фригійського царя Гордія III, що оголосив про вірність Персії. Це стало приводом до війни з останньою. 
Існує легенда, нібито напередодні воєнного походу проти персів Крез звернувся до Дельфійського оракула з запитанням про переможця у майбутній битві. І почув у відповідь: «Якщо ти переправишся через річку Галіс, то зруйнуєш велике царство». Слова оракула виявилися пророчими: переправившись через прикордонну річку і розпочавши війну з Персією Крез дійсно зруйнував царство, проте… своє власне!
У битві 548/547 року до н.е. з перськими військами біля Птерії (столиці Фригії) жодна зі сторін не досягла успіху. Кир II відступив до себе. Крез вирішив, що загроза відступила. Але невдовзі перси раптово перейшли річку Галіс, рушивши вглиб лідійських володінь. У вирішальній битві при Фімбрі в Троаді лідійці зазнали ніщивної поразки.
Перський володар Кір II Великий оволодів Сардами й полонив Креза. Відбулася ця катастрофа в 546 р. до н. е. Ще вчора могутня Лідія втратила свою незалежність, стала однією з сатрапій Перської держави.

## Територія
Спочатку вона була межувала з Мізією, Карією, Фрігією та прибережною Іонією. За Аліаятта II вона контролювала всю Малу Азію на захід від річки Галіс, крім Лікії. Можливо в певній залежності чи союзі перебували давньогрецькі громади на островах Егейського моря поблизу Малої Азії. Столицею царства було місто Сфарт (давньггрецькою Сарди).

## Устрій
Лідія була монархією, яку очолював цар, що спирався на військо та палацових охоронців. Значний вплив у державі мали й так звані царські співправителі — вихідці з аристократичних родин. 
Можливо, в Лідії існувала й аристократична рада. Найважливіші політичні питання розглядалися на народних зборах, роль яких у міру посилення монархії зменшувалася. 

### Володарі Лідії
- Династія Тілоніди або Гераклітів:
  - Ардіс I (797 — 761 до н. е.)
  - Алліатес I (761 — 747 до н. е.)
  - Мелес (747 — 735 до н. е.)
  - Кандаулес (735 — 718 до н. е.)
- Династія Мермнадів:
  - Гігес (685 — 652 р. до н. е.)
  - Ардіс II (652 — 625 до н. е.)
  - Садіатес (625 — 610 до н. е.)
  - Алліатес II (610 — 560 до н. е.)
  - Крез (560 — 546 до н. е.)

## Суспільство
Верхівку соціальної піраміди лідійського суспільства становили цар, знать (багаті аристократи-землевласники), військова та жрецька еліта. До середнього прошарку великі торговці, крамарі, ремісники. Далі йшли вільні дрібні землевласники і ремісники, пастухи. До соціальних низів належали напіввільні землероби та ремісники, храмові та приватні рабиC.
У лідійському суспільстві зберігалися рудименти первісно родових традицій: звичаї предків, прадавнє звичаєве право, поділ за родоплемінною ознакою тощо.

## Військо
Головну роль відігравала кіннота та колісниці. З часів Ардіса II до них додалися списоносці. Царі залучали на службу також найманців, найчастіше: карійців, іонійців та лікійців, що служили у піхоті. З часів Садіатта васальні міста надавали власні війська, серед яких виділялися грецькі гопліти.
Зброєю були короткі шаблі, бойові серпи, пращі, луки та стріли. Наполегливі та зрештою військово невдалі кампанії лідійців, особливо проти Мілета, є чітким свідченням обмеженого розвитку лідійської облогової війни. З іншого боку, Сарди могли конкурувати з найбільшими східними містами за силою своїх оборонних споруд і перевершували всі грецькі міста свого часу.
У лідійців були популярні гімнастичні військові ігри та військові танці, різні ігри в кістки, куби, м'яч.

## Економіка
Основою було розвинене землеробство, скотарство, ремісництво. Лідійська земля достатньо зрошувалася водами річок, була мулистою і, зрозуміло, родючою. Плато Гермус і річка Кайстрон були найродючішими районами внутрішніх районів, виділяючи долини Кілбіана, Кайстріана та плато Катакекавмена. Прибережний район Іонії був ще родючішим і багатшим. У долинах лідійці вирощували зернові культури, бобові, гарбузи та оливки, а на гірських схилах закладали виноградники й садки. В значній кількості вирощували червонуваті інжири, що звалися «лідійськими інжирами», й каштани, який прозвали «сардськими жолудями». З винограду виготовляли вино, що цінувалася у сусідів.
Наявність пасовиськ давала їм можливість займатися скотарством (переважно вирощували дрібну рогату худобу, овець) та конярством.
Різні види економічної діяльності були згруповані в різних районах міста, які називалися «кварталами». Такий розподіл та концентрація в місті зумовлені давньогрецьким впливом.
Держава була багата на металеві руди (золото, срібло, залізо, мідь, цинк), а також слюду, мармур, вапняк, яшму та вид оніксу, який називався «сардонікс» на честь міста Сарди. Розробка їх та обробка сприяли  металургії.  Обробка бронзи, міді та заліза, каменярство перебувати в руках царів або знаті.
Лідійці навчилися добувати золото з породи та очищати його. У великій кількості золотий пісок та самородки постачала їм річка Пактол. 
Були чудовими майстрами по виробництву візерунчастої тканини, розкішного одягу, взуття, головного убору. Лідійські килими були популярними при мідійському і вавилонському дворах, у Греції — хітони, в які вплітали золоті нитки, а Сапфо захоплювалася барвистими тканинами (ймовірно, мітрами) та гнучкими чоботами. Досить відомими були сандіки – тонкі хітони тілесного кольору, які робили лідійських жінок оголеними в очах стародавніх греків.
Уславилася лідійська кераміка: розписні судини та облицювальна плитка. Відомим був «лідіон» – посуд для парфумованих мазей. Деякими з найпоширеніших орнаментів були горизонтальні смуги, смуги з колами між ними та концентричні кола, іноді пофарбовані в білий або жовтий колір і рідко в інші кольори. Вони робили міцну цеглу, облицювальну плитку, гарні мінеральні фарби, наприклад сардську охру, використовували пурпурову фарбу. 

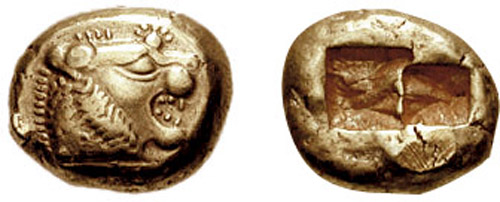
Третина статера, 6 століття до н.е.

Вони досконало опанували торгівлею. Для зручності приїжджих торговців до Лідії будувалися готелі. Сарди, безсумнівно, були важливим торговим центром. Вивози вовну, такини, золото, срібно, рабів на Італійський півострів, Сицилію та порти Егейського та Чорного морів.
Внутрішня торгівля здійснювалася дрібними торгівцями (капелої), що закупляли крам у містах, а потім продавали у сільській місцевості.

### Монети
Першими у світі почали карбувати монети з електрума вагою 5 г (з часів царя Гігеса, близько 620 року до н.е.), потім срібла, за часів Креза — золота. На лідійські монети був широкий попит, ними охоче користувалися навіть іонійські греки.  Серед монет було два різних типи, деякі використовувалися щодня в Сардах та їх околицях, а інші використовувалися для торговельних операцій з греками. Від греків вони імпортували казани, триножки, підноси та чаші з бронзи, зброю, обладунки, текстиль та різьблення по дереву.
За правління Креза розвинулося біметалеве карбування золотих/срібних монет, що означало новий технічний прогрес: цементацію та купеляцію. На монеті було проштамповано левову голову, символ царської влади, і вперше на інший бік було нанесено царську печатку. Лідійський стандарт становив близько 14 г електруму, що було платою солдата за місяць служби; з цієї причини його називали статером.
Найдавніші монети мали канавки та символи. Пізніше, за часів Садіатта або Аліатта II було вдосконалено та розширено мотиви, додавши антропоморфні зображення та різних тварин, наприклад, монету з левом і биком, а іншу — з лисицею, що біжить.

## Вірування
Знань про лідійську релігію обмаль. Лідійська міфологія мала політеїстичний характер на чолі із Артимом (божеством дикої природи). Виходячи з обмежених даних, лідійські релігійні практики були зосереджені навколо родючості природи, що було поширеним явищем серед стародавніх суспільств, які залежали від успішної обробітки землі.Тому велике поширення набули культи вмираючих і воскресних божеств (Сандан, Аттіс, Сабазій), оргіастичні містерії на їх честь. Найбільшу популярність здобула богиня, відома під іменами Великої Матері, Матері богів, Ма, Кібели, що втілювала культ родючості і водночас вшанована як божество війни у всій Малій Азії.
Жерці лідійських культів були поділені на групи: кавеси (звичайні жерці та жриці), шивралмі (брали участь у культі Артима), армтаси (на кшталт пророків).

## Культура
Можна говорити про загальні риси фригійської та лідійської кераміки, фригійський вплив на монументальну архітектуру Сард. Найпереконливішим свідченням фригійського впливу, очевидно, слід вважати виникнення курганного обряду поховань у лідійців. Іонійська культура проникла до двору Мермнадів і поступово згладила сліди попередніх впливів — хетського та ассирійського.
Лідійська та грецька культури сильно перепліталися, настільки, що в період еллінізму їх часто плутали. Особливо після завоювання лідійцями Іонії, Греція та Лідія вступили в процес великого комерційного та культурного обміну. Лідійці, захоплені грецькою культурою, допомогли відновити храм Артеміди в Ефесі

### Мова
Лідійська мова належить до індоєвропейською родини, спорідненою з лувійською та хеттською. Втім лідійську мову зазвичай не класифікують як частину лувійської підгрупи, на відміну від інших сусідніх анатолійських мов: лувійської, карійської та лікійської.
Спочатку неї переважно користувалися власне лідійці. З розширення кордонів царства розширилися межі застосування цієї мови. Цією мовою зроблені погребальні, юридичні та присвячувальні написи на виявлених на території стародавньої Лідії надгробних пам'ятниках, печатях і монетах. Велику групу написів складають епітафії, сенс яких досить ясний. Через погане знання лексики лідійської мови менш зрозумілі сакральні тексти і особливо віршовані написи. Станом на 2013 рік відомо 114 лідійських написів.

### Писемність

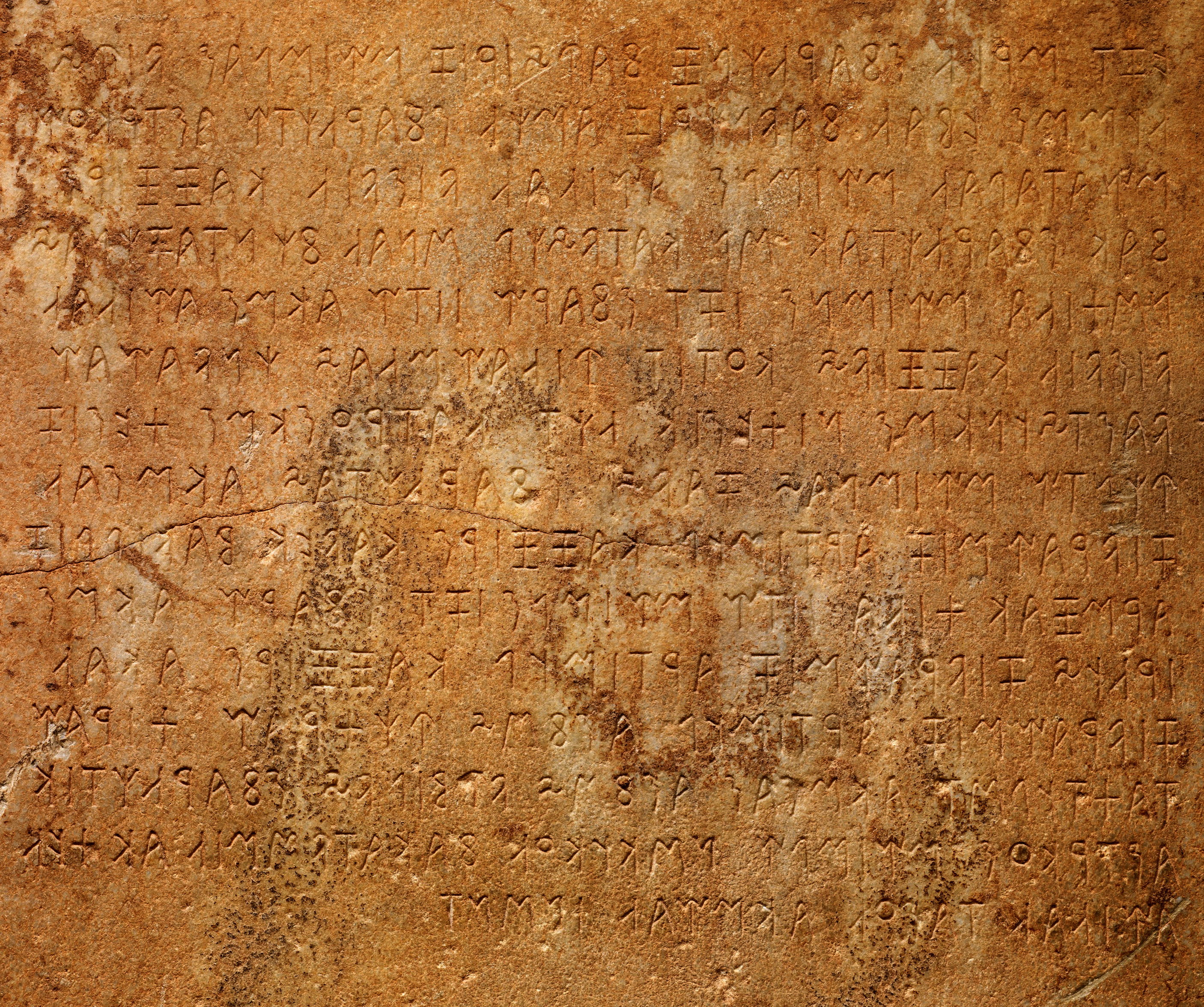
Текст лідійською абеткою

Абетку лідійці запозичили у давніх греків Малої Азії. Ранні лідійські тексти могли записуватися в обох напрямках — як зліва направо, так і справа наліво. 
Пізні тексти пишуться виключно справа наліво, один текст — бустрофедон. Слова відокремлюються один від одного пробілами (в одному тексті замість пробілів використовуються точки). Унікальна особливість лідійського письма — знак цитати у вигляді трикутника. Характеризувалася широким використанням префіксів та граматичних частинок для з'єднання речень. Лідійська також зазнала значної синкопи, що призвело до численних скупчень приголосних, нетипових для більшості індоєвропейських мов.

### Лідійська література
Лідійські тексти зафіксовані у написах з VIII до II століття до н.е. на території Лідії, а також у центрі і на заході Анатолії (території, що загалом відповідають сучасним турецьким провінціям Маніса та Ізмір). Основними місцями археологічних знахідок є столиця Лідії Сарди, Кула, Меньє, Мерсінлі, Біркелі, Ефес, Тірра, Магнесія, Смірна та Ларіса.
Лідійські написи поділяють на:1) погребальні (епітафії); 2) посвячувальні; 3) юридичні; 4) легенди на монетах та печатках; 5) некласифіковані (деякі просто погано дешифровано).
Про «лідійську літературу» можна говорити лише з великою долею умовності, оскільки збереглися тільки епітафії, переважно дуже короткі. Вони представляють більш історичний і культурний інтерес, аніж власне літературний. Чи не єдиним цікавим зразком може бути ось цей посвячувальний напис із Сард.

### Архітектура
Геродот та інші стародавні історики описують лідійську архітектуру як третю за якістю, після єгипетської та вавилонської. Лідійці споруджували неприступні фортеці, монументальні царські гробниці, будували складні штучні водосховища (озеро Гігея).
Міська стіна, тераси Сард, тераси Сард та кургани вважаються зразками лідійської архітектури. Міська стіна була збудована наприкінці VII або на початку VI ст. до н.е. і мала в середньому 15 м заввишки та 20 м завширшки. Тераси були величезними вапняковими платформами, які, ймовірно, розділяли Сарди на верхнє та нижнє міста. Палац Креза, центральна адміністративна та представницька будівля, ймовірно, стояв на такій терасі.
Відомо про 3 велики кургани-гробниці лідійських царів. З них виділяється курган царя Аліата, який зараз має висоту 69 м. Він складається з опори з великого каміння, на якому виступає земляний пагорб; Загальна окружність біля його основи (за вимірюваннями Шпігельталя, які не дуже відрізняються від вимірювань Геродота) становить 1115 м, що перевищує периметр піраміди Хеопса в 935 м. На верхівці було розташовано три круглі камені з написами, що вказували, хто брав участь у його будівництві; кожна різьба відповідала певному цивільному класу: торговці, ремісники та гетери. Біля підніжжя пагорба було знайдено низку галерей, що ведуть до центральної похоронної камери. Але вона була знайдена порожньою, без скарбів, тіла чи саркофага; були знайдені лише алебастрові вази та різноманітна кераміка. Декілька галерей було розкопано грабіжниками скарбів ще в давнину, оскільки вхід був запечатаний мармуровими блоками.
Решта курганів, що збереглися в некрополі, є варіаціями одного типу: вузький коридор, що веде до похоронної камери, захованої під конічним курганом зі сторонами, нахиленими у співвідношенні 3:2, висотою 2 м. Усі ці гробниці були відкриті (ймовірно в елліністичну епоху), а скарби та труни зникли. У кількох з них він знайшов лише сліди смоли (ймовірно, з дерева саркофагів), кераміки та алебастру. З їхніх знахідок можна зробити висновок, що в деяких гробницях була своєрідна похоронна лава, прикрашена та розписана, з заглибленнями для голови та ніг. Ще одна серія курганів відома в Сардах, вони усічені зверху.
У Сардах було знайдено матеріальні залишки двох храмів: Храму Артеміди та Храму Кібели; обидва розташовувалися за межами міських стін на Пактолі. Храм Артеміди мав ступінчастий фундамент, але стіни тощо явно зазнали впливу східногрецьких споруд.

### Мистецтво
Своєрідністю відрізнялися твори образотворчого мистецтва: настінний живопис, багатобарвні керамічні вироби, ювелірні вироби з кришталю, сердоліка, золота, срібла, вази з сюжетним розписом. Лідійські майстри славилося фарбуванням слонової кістки.
Живопис виражається в настінних розписах та кераміці; також розписувалися рельєфи та статуї. Джерел для настінних розписів дуже мало. Залишки знайдені в лідійських курганних гробницях і тому, ймовірно, зображують сцени з життя померлого або уявлення про царство мертвих: поширеними темами є сцени полювання та бенкетів. Мало що можна визначити про стиль, який, ймовірно, був дуже схожим на стиль, поширений в Егейському морі.
Серед керамічного посуду можна знайти два основні стилі: переважно проста монохромна або геометрична анатолійська традиція та більш складна фігуративна грецька традиція, яка особливо орієнтована на орієнталізуючу східногрецьку традицію.
У середньолідійський та пізньолідійський періоди будинки все частіше прикрашалися розписною керамічною плиткою.

#### Ювелірне мистецтво

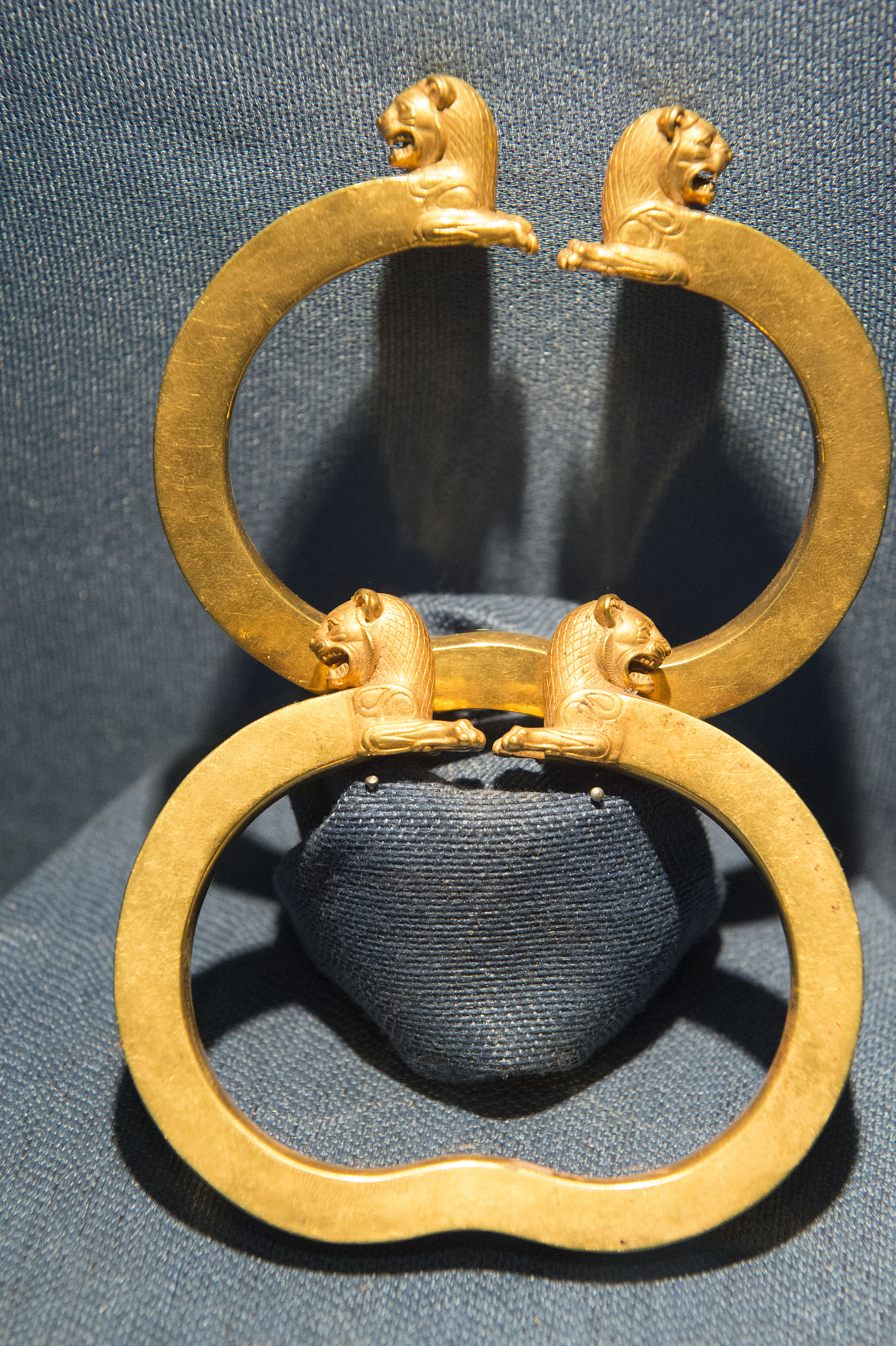
Золотий браслет

Коштовні метали використовувалися для виготовлення різноманітних дрібних особистих коштовностей у вигляді кілець, трубочок, спіралей, пришитих до одягу тощо. Деякі мали візерунки, такі як голови биків та людські фігури, тоді як інші відображали лише геометричні візерунки. Єгипетський вплив спостерігався в пізньолідійському ювелірному мистецтві. Втім лідійські ювеліри створювали шедеври задовго до єгиптян та сирійців, хоча й з більш архаїчними техніками та простішими формами, ніж ті, що пізніше використовувалися в цих інших місцях, що свідчить про взаємний вплив. Золото та срібло також використовувалися для щедрого оздоблення дерев'яних меблів для палаців та гробниць.

### Скульптура
Збережені скульптурні твори датуються переважно пізньолідійським періодом, оскільки багато з них є надгробними стелами та надгробними рельєфами з околиць курганів. Серед нефігуративних зображень домінують волюти та пальмети. Є також рельєфи з околиць храмів та інші релігійно мотивовані зображення – вони здебільшого зображують богів. 
Є також численні окремо стоячі статуї. Тут дуже мало антропоморфних фігур; ймовірно, зображення богів або міфічних істот. Проте є численні статуї, що зображують тваринних істот, часто левів, левів-грифонів, сфінксів та орлів. 
Ще однією особливістю лідійців є так звані фалосні маркери: грибоподібні стели, знайдені поблизу або на курганах. Спочатку їх вважали символами фалоса, але сьогодні дослідники відмовилися від цієї ідеї.

### Музика
Висока була музична культура, широко відомі лідійські музичні інструменти (флейти, дудки, тріскачки, тимпани, кімвали, багатострунні ліри). За словами давніх афінян, четвертий лад грецької музики був кращим у Лідії, звідси й назва «лідійський лад». У Середньовіччі цю назву було надано ладу на ноті фа, утвореному зі структурою натуральної гами, що починається з фа. Вважається, що винахідником ліри був лідієць Терпандр, який оселився у Спарті.

### Кухня
Основна структура страв, ймовірно, суттєво не відрізнялася від давньогрецької. Лідійські пекарі високо цінувалися греками, і їхній хліб часто хвалили. Солодощі вписувалися в тему розкоші: були млинці з кунжутом, вафлі з медом і різновид нуги. Цінувалося також лідійське вино.
Згідно з археологічними даними, страви, схожі на рагу — «кандавлос». також була відома страва «вечеря цуценят», але її сутність невідома, різновид кривавого супу під назвою «каріке».  Чашки з носиком або ситечком вказують на пиво або, можливо, медовуху, ферментоване молоко, ячмінну воду або трав’яні чаї.